# Lijst van bewindslieden voor de PVV
Dit is een lijst van bewindslieden voor de PVV. Het betreft alle politici die voor de Partij voor de Vrijheid minister of staatssecretaris in een Nederlands kabinet zijn geweest.
| Ambtsbekleders   | Ambtsbekleders          | Functie(s)                                                    | Periode                   | Kabinetten |
| ---------------- | ----------------------- | ------------------------------------------------------------- | ------------------------- | ---------- |
| Fleur Agema      | Fleur Agema (1976)      | Minister van Volksgezondheid, Welzijn en Sport                | 2 juli 2024 – 3 juni 2025 | Schoof     |
| Fleur Agema      | Fleur Agema (1976)      | Vicepremier                                                   | 2 juli 2024 – 3 juni 2025 | Schoof     |
| Dirk Beljaarts   | Dirk Beljaarts (1978)   | Minister van Economische Zaken                                | 2 juli 2024 – 3 juni 2025 | Schoof     |
| Barry Madlener   | Barry Madlener (1969)   | Minister van Infrastructuur en Waterstaat                     | 2 juli 2024 – 3 juni 2025 | Schoof     |
| Marjolein Faber  | Marjolein Faber (1960)  | Ministerie van Asiel en Migratie                              | 2 juli 2024 – 3 juni 2025 | Schoof     |
| Reinette Klever  | Reinette Klever (1967)  | Minister voor Buitenlandse Handel en Ontwikkelingshulp        | 2 juli 2024 – 3 juni 2025 | Schoof     |
| Zsolt Szabó      | Zsolt Szabó (1961)      | Staatssecretaris van Binnenlandse Zaken en Koninkrijsrelaties | 2 juli 2024 – 3 juni 2025 | Schoof     |
| Vicky Maeijer    | Vicky Maeijer (1986)    | Staatssecretaris van Volksgezondhied, Welzijn en Sport        | 2 juli 2024 – 3 juni 2025 | Schoof     |
| Ingrid Coenradie | Ingrid Coenradie (1987) | Staatssecretaris van Justitie en Veiligheid                   | 2 juli 2024 – 3 juni 2025 | Schoof     |
| Chris Jansen     | Chris Jansen (1966)     | Staatssecretaris van Infrastructuur en Waterstaat             | 2 juli 2024 – 3 juni 2025 | Schoof     |